# Julie Anne Haddock
Julie Anne Haddock (Los Ángeles, 3 de abril de 1965) es una actriz estadounidense.

## Carrera
Haddock inició su carrera como actriz infantil. Logró popularidad internacional con su interpretación de Cindy Webster en la primera temporada de la serie de televisión The Facts of Life. Acto seguido aparició en la serie Wonder Woman interpretando a una joven con superpoderes llamada Amadonna en el episodio "The Girl from Ilandia" y en la película The Great Santini en el papel de la hija del personaje interpretado por Robert Duvall. En 1977 personificó a Melinda Mulligan en la serie de corta duración Mulligan's Stew. En 1983 actuó en la serie Boone, protagonizada por Tom Byrd y Barry Corbin.
En el año 2008, junto a Molly Ringwald, Felice Schachter y Julie Piekarski, fue nominada al premio TV Land en la categoría "personajes de televisión favoritos que desaparecieron de la pantalla".

## Filmografía
| Cine          | Cine                                   | Cine             | Cine                              |
| Año           | Título                                 | Papel            | Notas                             |
| ------------- | -------------------------------------- | ---------------- | --------------------------------- |
| 1975          | The World Through the Eyes of Children | Dawn             |                                   |
| 1977          | Mulligan's Stew                        | Melinda Mulligan | Telefilme                         |
| 1979          | Like Normal People                     | Amy              | Telefilme                         |
| 1979          | The Great Santini                      | Karen Meechum    |                                   |
| 1979          | Scavenger Hunt                         | Michelle Motley  |                                   |
| Televisión    |                                        |                  |                                   |
| Año           | Título                                 | Papel            | Notas                             |
| 1977          | Mulligan's Stew                        | Melinda Mulligan | 6 episodios                       |
| 1978          | The New Adventures of Wonder Woman     | Tina             | Episodio: "The Girl from Ilandia" |
| 1978          | Little House on the Prairie            | Amelia Bevins    | Episodio: "The Man Inside"        |
| 1979          | Hello, Larry                           | Phyllis          | Episodio: "The New Kid"           |
| 1979–81, 1986 | The Facts of Life                      | Cindy Webster    | 17 episodios                      |
| 1980          | Diff'rent Strokes                      | Cindy Webster    | Episodio: "The Slumber Party"     |
| 1981          | Gimme a Break!                         |                  | Episodio: "Julie's Rejection"     |
| 1983–84       | Boone                                  | Amanda           | 13 episodios                      |

## Premios y nominaciones
| Año  | Asociación          | Categoría                                                            | Obra              |
| ---- | ------------------- | -------------------------------------------------------------------- | ----------------- |
| 1984 | Young Artist Awards | Mejor actriz en una serie dramática                                  | Boone             |
| 1985 | Young Artist Awards | Mejor actriz juvenil de reparto                                      | Boone             |
| 2008 | TV Land Awards      | Personajes de televisión favoritos que desaparecieron de la pantalla | The Facts of Life |